# 如來藏
如来藏，大乘佛教術語，是指大乘佛教的教理中，一切眾生本自具有、與佛同等、本自清淨的心性，又稱作佛性、真如、本識、本際、實際、法身、無垢識。眾生雖有本自清淨的心性，為煩惱遮蔽時，是感召因緣果報的阿賴耶識、異熟識、第八識，修行淨除煩惱後，才是真如、佛性、如來藏。

## 歷史
在龍樹之前所流傳的上座佛教經典，未使用如來藏這個名詞。高崎直道與印順等佛教研究者，皆認為《如來藏經》是現存最早的如來藏學派所弘揚的經典，因此《如來藏經》可能是最早提出如來藏名詞的經典。

## 名稱
梵語：由與組成。
- 如來，字根源自如（tathatā）或真如，是佛性的同義字。
- ，其字根來自動詞garh，或grabh，意為懷孕，生產。由此動詞衍生出的名詞garbha，意為子宮。它可以進一步被衍伸為子宫中的嬰兒胞胎，因此，它也有包涵、隱覆、胎藏之意。最早出自《梨俱吠陀》〈生主歌〉，以人類從子宮出生的例子，想像世界也是由一個胚胎所開始，在胞胎中蘊藏了世界的一切。

日本學者小川一乘比較《寶性論》的梵文本與漢譯本，發現梵語：除了被譯為如來藏外，也被譯為佛性。

## 類似名稱
在講說如來藏的經典中，如來藏乃實相第一義諦。等同於多個其他名詞。如佛性、法身、自性涅槃、真如法性、實際、圓覺等皆與聖諦如來藏同義異名。
而「阿賴耶識、第八識、含藏識」等等，也都是如來藏的別名。
禪宗稱為真如心，真心。《大乘密嚴經》說有惡慧的人不能知道「(如來)藏即(是阿)賴耶識」。佛將如來藏從如來的角度比喻為黃金，而將阿賴耶識從世間人的角度比喻為指環，說這兩個名稱都是指向同一個本體沒有差別，只是從不同的角度來稱呼祂。故：聖法如來藏是實相，是總稱。若就因地到果地修行過程的染淨差別，各有不同立名：無垢識（實相）、異熟識（共相）、阿賴耶識（個相）。以上皆是含攝於如來藏。

## 釋義
如來藏的意義如下：
1. 如為“如如不動”的意思，是說祂的體性如如不動，祂本身也如如不動。此義即言，如來藏遍一切處。攝持一切法。一切皆是如來藏，如來藏遍含整個宇宙內外法界。故曰：「法身在纏。」故曰：「不可動搖。」
  - 聖諦如來藏乃為總名，與法身，與佛性與實相理體，名異實同。[11]
2. 來為“本來”的意思，就是從無始劫以來，祂原本就是這個樣，現在如是，未來也不會改變。也就是經典中所說的「如來常恒不變如來之藏」[12]、「如來藏識不生不滅」等。[13]
3. 藏為“含藏”、“能藏”、“寶藏”的意思，就是含藏著能出生一切法的寶藏之庫，也就是經典中所說的「藏識持緣一切種，如影隨形不離身」。[14]

如來藏體性為不老不死、不生不滅，幾百億年的物理宇宙猶有成住壞滅之輪迴，一切法起法滅生生不已，而萬法之根本「如來藏」如如常在，無有變異。

## 論藏定義
佛性、如來藏一词在不同的情况下有不同的内涵。世親《佛性論·如來藏品》，對如來藏三性作如下闡釋：

1. 眾生所攝佛性，世間一切眾生皆為如來之性，即“真如”所攝，故可謂“一切眾生是如來藏”。
2. 如來隱覆之性，一切眾生如來之性被煩惱隱覆不顯，「眾生不見，故名為藏」。
3. 真如能攝之性，「真如」雖在眾生煩惱之中，但含有如來一切功德。

由是可知，如來藏為一切眾生各個獨有的本體，從而提出了眾生可以成佛的依據。

## 相關典籍
- 《央掘魔羅經》、《大般涅槃經》、《勝鬘經》、《如來藏經》、《無想經》（《大雲經》）、《大法鼓經》、《不增不減經》、《無上依經》、《楞伽經》、《密嚴經》、《楞嚴經》；
- 《佛性論》、《寶性論》、《大乘起信論》等。

## 經藏依據
依據《大方等如來藏經》中佛說：「一切眾生有如來藏，如彼淳蜜在于巖樹，為諸煩惱之所覆蔽，亦如彼蜜群蜂守護，我以佛眼如實觀之。」以及《央掘魔羅經》卷第四中佛陀之開示，一切有情眾生之身中都有如來藏，佛說：「我說道者，說何等道？道有二種，謂聲聞道及菩薩道。彼聲聞道者，謂八聖道；菩薩道者，謂一切眾生皆有如來藏。」也就是每一個有情眾生，無論大到如人類、大象、鯨魚或小到如螞蟻等，牠們的身體中都有如來藏。
寶性論稱如來藏在一般眾生為有垢真如，佛的法身為無垢真如。

## 唯識學中的如來藏
「眾生皆有如來藏」的主張由大乘唯識學派弘揚之後，在大乘經論中如來藏有種種名，亦被稱為是佛地的無垢識即善淨第八識，如玄奘《成唯識論》卷三：
|  | 然第八識雖諸有情皆悉成就，而隨義別立種種名。 謂或名心，由種種法熏习種子所積集故。或名阿陀那，執持種子及諸色根令不壞故。或名所知依，能與染淨所知諸法為依止故。或名種子識，能遍任持世出世間諸種子故。此等諸名通一切位。 或名阿賴耶，攝藏一切雜染品法令不失故，我見愛等執藏以為自內我故。此名唯在異生、有學，非無學位、不退菩薩，有雜染法執藏義故。 或名異熟識，能引生死，善、不善業異熟果故。此名唯在異生、二乘、諸菩薩位，非如來地，猶有異熟無記法故。 或名無垢識，最極清淨，諸無漏法所依止故。此名唯在如來地有，菩薩、二乘及異生位持有漏種可受熏习，未得善淨第八識故。如契經說： 如來無垢識。是淨無漏界。解脫一切障。圓鏡智相應。 |

攝論宗認為如來藏是阿賴耶識的清淨本質，名為阿摩羅識。

## 如來藏的體性
根據宋譯《央掘魔羅經》卷第二以及其他許多經典中佛陀的開示，如來藏有如下的體性：

### 不生不滅性
是如來藏最基本的體性之一，如來藏常住於世間，祂本自不生，從來沒有出生，祂本自不滅也永遠不會壞滅。任何一位有情眾生的如來藏都有這樣的體性，眾生的名色有生、住、異、滅，無形無相的如來藏卻永遠一直存在，即使有情眾生在悶絕、眠熟、正死位、無想定、滅盡定等五位妄想意識心滅的狀態下，如來藏還是永遠一直存在。《入楞伽經》所說的「如來藏識不生不滅」等，就是在說祂這個常住於世間的體性。

### 獨立性
世間一切方便法都是因緣和合而生，因緣壞散而滅，依賴其他條件才能出生的法都有生滅，故蘊處界世間一切法都有生滅性，是生滅法。而如來藏有其獨立不依靠他人的法，就能獨立存在的自性，一切諸佛以極其方便法，想要求如來藏何時生卻不可得，因為不生不滅是佛性。 這些自性是從本以來就在，無增無減是佛性 ，其存在不受任何條件的變化而改變，因此才說其獨立性。

### 非（能所）見聞覺知性
如來藏不是意識生滅心，沒有意識心對於外境六塵的見聞覺知性，因此沒有如意識般分別或好惡的體性。《說無垢稱經》所說的「法無了別離心識故。」等，在說明這個體性。因此之故，歸結出：「如來藏沒有意識心所具有的了別、分析、推理、研判、記憶等功能。」

### 不變易性
也就是常性、恒性、不壞性或金剛性。如來藏不只常住在這個世間，而且其諸多體性永遠保持無惡本性，都不會隨著時間空間的流轉而改變。例如其不壞性，不會在某個時間之後改變成為壞性，或無垢性突然改變成有垢性等。因此佛陀才說：「常性是佛性」、「恒性是佛性」、「不變易性是佛性」、「如來藏不老不死」。

### 儲藏性
這也是如來藏之"藏"的意思，祂儲藏一切法的種子，即一切善業、惡業及無記業的種子。地球上的每一位有情眾生在過去無量世及這一世所造的善惡業種，都完整儲存在各自的如來藏中，未來因緣成熟時，就會由此身或另外一個色身來承受這個果報；雖然前一世和這一世的身體不一樣，但都源自於同一個如來藏，也正因如來藏具有儲藏三世(過去世、現在世、未來世)業種的功能，故能連接三世之酬償，使各自的因果報應絲毫不爽無誰可代。

### 不垢不淨性
大乘《密嚴經》上說：「心性本淨不可思議，是諸如來微妙之藏如金在礦。意從心生餘六亦然，如是多種於世法中而為差別。仁主！阿賴耶識雖與能熏及諸心法，乃至一切染淨種子而同止住，性恒明潔，如來種姓應知亦然。」這在說明如來藏自身的體性永遠是明潔、清淨的，具有永恆的不垢性與無惡本性；但在一般有情眾生身上，祂又含藏了無量世以來所熏染的無量無邊染汙種子，根據這些染污種子來說祂不淨。衪「自身清淨，但卻含藏染汙種子。」這就是祂阿賴耶識如來藏的不垢不淨性。

### 熏種性
所謂熏種性就是說，阿梨耶識如來藏裡面所含藏 包含的無量無邊 諸有為法種子，會隨著有情眾生不斷攀緣五欲六塵的身、口、意之行為影響，受到熏习而變化。這種熏习變化一直不連續不間斷，要到有情眾生修行究竟圓滿成佛後，如來藏中有為法的種子的變異才會停止。在此成佛之前，一般有情眾生種子的熏习有漏善或有漏惡，佛門中每一位不斷精進修行的菩薩，則是經由歴緣對境，各自不斷精進熏习無漏清淨法，使染汙的種子轉變成清淨，直到成佛才究竟清淨。這種如來藏種子熏习的現象，在《入楞伽經》中的說明為：「大慧！熏集種子心不滅，取外境界諸識滅。大慧！如是微細阿梨耶識行，除佛如來及入地諸菩薩摩訶薩，諸餘聲聞辟支佛外道修行者不能知故。」此處所說「熏集種子心不滅」的心不滅，指的就是阿梨耶識如來藏。

### 不增不減性
這是在說明如來藏因前述不生不滅及不變易的體性，就不會在三界中突然出生、變易或滅絕。也因此，雖然十方世界中，所有有情眾生的如來藏總數因為太多無法計算，但是如來藏的總數卻是固定的，不會增加也不會減少。又有情眾生的如來藏不能分割也不能合併，佛陀出生時所說的「天上天下唯我獨尊」中的我就是法王，統領地球上，每一位有情眾生自己的如來藏，祂唯一、不可複製，因無有一法可與其匹配，每一位有情眾生，無始劫以來，本來獨有不可複製的如來藏，總數不能計數也不能增減。又有情眾生如來藏中的無漏法種增(一進)，有漏法種就減(一出)，一進一出相等，無漏清淨沒有增減。

## 如來藏所顯示的現象
如來藏根據前述的眾多體性，在物質世界中可以顯示出一些現象：

### 真實性
在《央掘魔羅經》卷第二：「今說實及諦，目連宜善聽：『若實若諦者，所謂如來藏；第一義常身，佛不思議身；第一不變易，恒身亦復然；第一義靜身，妙法身真實；如是不思議，彼身云何現？』」在這一段經文中，佛對目連尊者說如來藏真實存在是法界的真諦，祂具有常恒不變易的清淨體性，這妙法身是真實的，有其不可思議的體性和功能，能出生一切法。十方三世法界中沒有一法可以壞滅祂，所以祂是真實；祂確實可證，不是虛妄的名相施設，所以祂是真實；宇宙萬有中的山河世界、一切有情五陰或四陰，全由祂所生，故祂確實存在而有功德，所以祂是真實。說法的人應稱揚如來常住真實，若不這麼說則為棄捨如來之藏，不應處師子座為人講經說法。

### 如如性
如來藏因為有其固有的體性，而且離見聞覺知，因此沒有如同意識心有善惡喜厭的分別，對於世間的一切法，如來藏顯示出來的現象，就是如如性，任何重大的事衪毫不動搖，就算天蹋下來祂也無動於衷。祂在三界六道中與眾生同時同處，不斷流注眾生所需要的種子時，祂自己卻始終如如不動，所以是如；當造惡業有情下了地獄領受地獄業無量痛苦，祂流注出地獄有情所需的痛覺種子時，自己卻沒有痛苦，所以是如；修十善業的有情上升到了欲界六天，五陰身心領受欲界天的勝妙快樂時，祂卻不領受快樂，沒有快樂而不動其心，所以也是如；當修定眾生進入色界定、無色界定時，祂也不入定，所以祂也不領受定境中任一法塵境界，因此全無喜樂或厭惡之心，所以仍是如。祂對一切法永遠都是如如不動，從來不動轉其心，所以當眾生高興或痛苦時，祂卻不與眾生高興或痛苦，祂還是一樣安住於如，永遠不動於心。《大乘理趣六波羅蜜多經》中說：「生死涅槃等無二，其性不壞無造作，垢淨如如性不異，唯佛世尊獨能了；眾生悉有如來藏，三寶於是現世間，一切有情入佛智，以性清淨無別故。」就是說明如來藏所顯示的現象，祂沒有造作。垢淨與如如的體性沒有不同，唯有 佛世尊獨能全部了知。
如如性和前述的真實性，合稱為「真如性」，也因此在經典中，有時會用「真如」來稱呼如來藏，就是在強調其真實而如如不動的現象。故「真如性」為如來藏的所顯性，沒有繫縛在實際領受的功能作用（無作無受）。

## 流傳與爭論
依據大乘經論所顯示的如來藏體性及如來藏所顯示的現象，如來藏學派主張：如來藏是三乘佛法的基石，因一切法皆由此出。並認為：如來藏是大乘佛教唯識學中最重要概念，是唯識增上慧學之主體，亦是一切佛法之主體，也是古時禪宗祖師證悟時所證之標的，三乘菩提的基本觀念就是依如來藏而施設建立。

## 判教
印度與西藏的中觀派學者多認為如來藏為不了義說。
在中國，天台宗智顗的「化法四教」「藏」、「通」、「別」、「圓」，將如來藏判為最高的圓教。華嚴宗法藏判教主張五教說，把佛陀教法依解說的義理深淺分為「小」、「始」、「終」、「頓」、「圓」，也將如來藏判為最高的圓教。如來藏與佛性的概念由於禪宗的弘揚推動，有理證、教證，依之修學可以實證，也有實證本心如來藏的禪宗祖師可以依止修學，因而受到大眾的接受，其後宋明理學更以其為基礎發展出心性論的新儒家。在台灣，如來藏仍受到大眾的喜愛。
印順法師認為，性空和唯識可以在《阿含經》找到根源，如來藏是大乘佛教的不共法，是有別於二乘法的「別教」。印順法師依於「一切法空」的立場來解釋《楞伽經》、《勝鬘經》的部份內容，認為如來藏是不了義說，是佛陀為了執著有我的眾生，所作的方便說法。印順法師認為，根據《楞伽經》，如來藏即是一切法空性的異名。
在藏傳佛教中，如來藏的相關典籍收錄於藏文大藏經。寧瑪派的「大圓滿見」，以如來藏為基礎。噶舉派的「大手印」，將「如來藏」稱為「心性本質或心性實相」。格魯派的宗喀巴接受了印度的月稱的中觀應成學說，認為三轉法輪的他空唯識學與如來藏都是不了義說。

## 延伸閱讀
- Zimmermann, Michael (2002), A Buddha Within: The Tathāgatagarbhasūtra, Biblotheca Philologica et Philosophica Buddhica VI, The International Research Institute for Advanced Buddhology, Soka University [PDF can also be downloaded from the Institute's website]
- Masahiro Mori (1974), The Buddha in the Robot: a Robot Engineer's Thoughts on Science and Religion.

## 外部連結
- "Tathagatagarbha Buddhism": key "Buddha Nature" sutras in full or in part（页面存档备份，存于）
- On the Buddha-nature of Insentient Things（页面存档备份，存于）
- 賴賢宗：〈從如來藏三義到天台佛性論〉。
- 賴賢宗：〈禪與如來藏說的交涉（页面存档备份，存于）〉。
- 賴賢宗：〈當代臺灣如來藏思想的諍議與回應（页面存档备份，存于）〉。